# Acontias
Acontias es un género de lagartos sin extremidades de la familia Scincidae en la subfamilia africana Acontinae. La mayoría son animales pequeños, pero el miembro más grande del género es Acontias plumbeus con una longitud hocico-cloaca de aproximadamente 40 cm. Todos los miembros de este género son lagartos vivíparos, con párpados fusionados. Una revisión reciente movió especies que antes se ubicaban en los géneros Typhlosaurus, Acontophiops y Microacontias. En este género, ya que juntos forman una sola rama en el árbol de la vida. Este nuevo concepto de Acontias es un linaje hermano de Typhlosaurus y estos dos géneros son los únicos géneros dentro de la subfamilia Acontinae.

## Especies
Según The Reptile Database:
- Acontias aurantiacus (Peters, 1854).
- Acontias bicolor (Hewitt, 1929).
- Acontias breviceps Essex, 1925.
- Acontias cregoi (Boulenger, 1903).
- Acontias gariepensis (Fitzsimons, 1941).
- Acontias gracilicauda Essex, 1925.
- Acontias jappi (Broadley, 1968).
- Acontias kgalagadi Lamb, Biswas & Bauer, 2010.
- Acontias lineatus Peters, 1879.
- Acontias litoralis Broadley & Greer, 1969.
- Acontias meleagris (Linnaeus, 1758).
- Acontias mukwando Marques, Parrinha, Tiutenko, Lopes-Lima, Bauer & Ceríaco, 2023.[2]
- Acontias namaquensis Hewitt, 1938.
- Acontias orientalis Hewitt, 1938.
- Acontias percivali Loveridge, 1935.
- Acontias plumbeus Bianconi, 1849.
- Acontias poecilus Bourquin & Lambiris, 1996.
- Acontias richardi (Jacobsen, 1987).
- Acontias rieppeli Lamb, Biswas & Bauer, 2010.
- Acontias schmitzi Wagner, Broadley & Bauer, 2012.[3]
- Acontias tristis Werner, 1911.